# Református egyházak

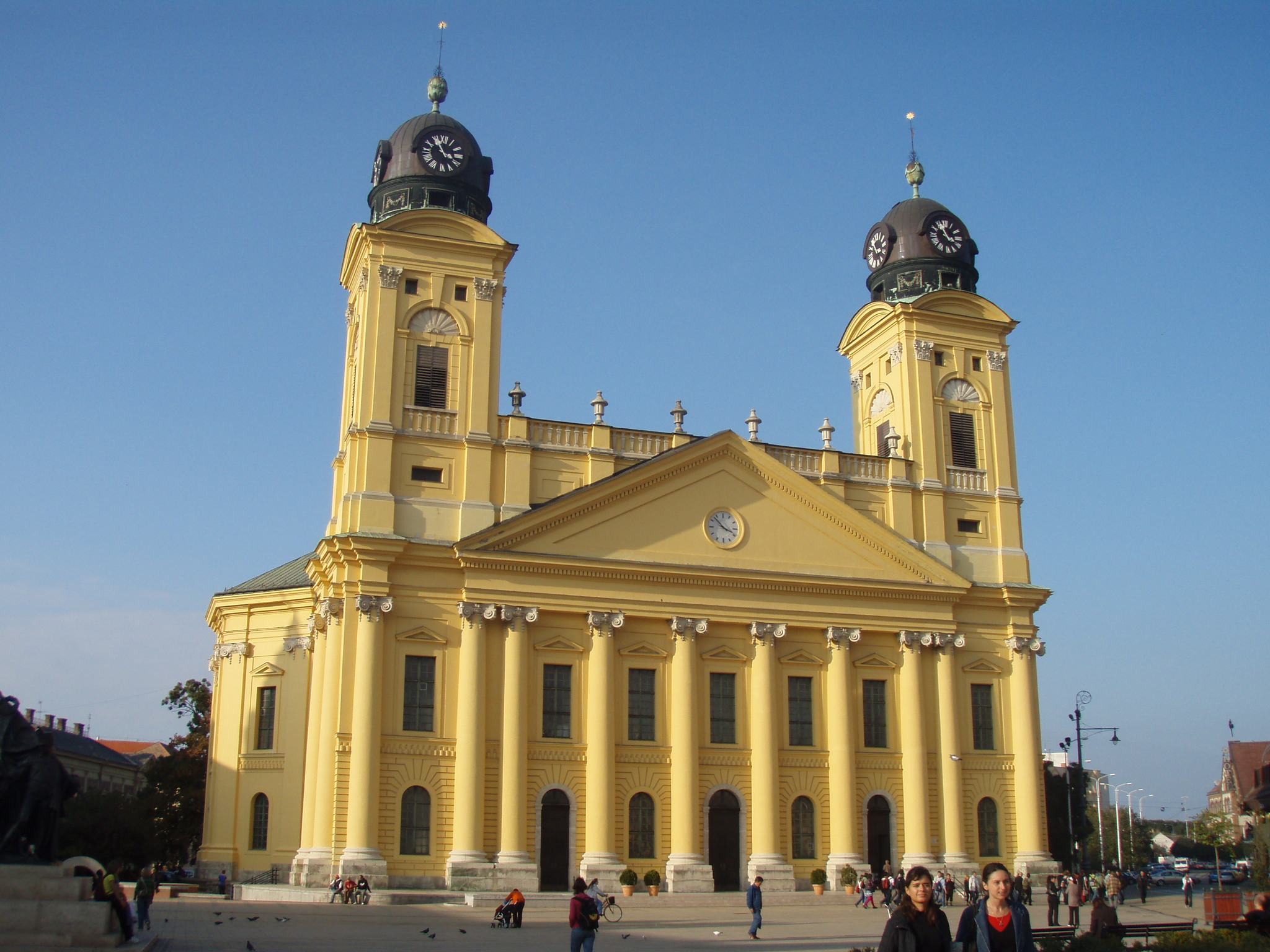
Debreceni református nagytemplom

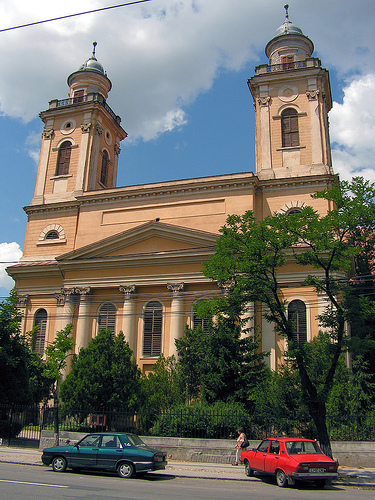
Alsóvárosi református templom (Kolozsvár)

A református egyházak Kálvin János és Ulrich Zwingli tanaira épülő tanításrendszerrel rendelkező protestáns felekezetek.
Létrejöttük a 16. századi nyugat-európai reformációhoz nyúlik vissza. A református egyház megalapítója a svájci reformáció vezetője, Ulrich Zwingli zürichi lelkész volt. Halála után a mozgalom fokozatosan Kálvin János irányítása alá került, aki 1536-ban kiadta A keresztény vallás rendszere  című művét. Ebben világos rendszerbe foglalta a reformáció alapelveit (mint például a kizárólag hit általi megigazulás elve).
A reformáció magyarországi, kálvini ága két hitvallást fogadott el Debrecenben 1567-ben, a Heidelbergi kátét és a II. Helvét hitvallást. Innen, az 1567-es debreceni zsinattól számoljuk a magyar református egyház létét, amikor a reformátusok, élükön Méliusz Juhász Péterrel összegyűltek és állást foglaltak az unitarizmussal szemben és hitvallásilag megszervezték az egyházat. 

## Jellemzői
A református egyházak nemzeti alapon szervezkedtek. Ezek mindegyikének külön hitvallásai vannak, tehát sem hitelvi, sem szervezeti alapon nem egységesek, hanem országonként egymástól független hálózatot alkotnak. Főbb jellemvonásaik mégis meglehetősen azonosak. 
A református egyházak központi gondolata az, hogy Isten dicsősége csak a teokráciában valósul meg, ezért a vallásos követelményekből szigorú törvényt csináltak; komoly egyházfegyelmet igyekszenek tartani, presbiteri alkotmányuk pedig nem engedi kifejlődni bennük a papuralmat. Isten abszolút uralmának a proklamálásával áll szoros összeköttetésben a predesztináció tana: az a felfogás, hogy Isten szabad ura az emberek üdvösségének v. kárhozatának, a hívek és az emberek az ő eleve rendelése alapján üdvözölnek v. elkárhoznak. A reformátusok az egyházi szertartásoknak (keresztség, úrvacsora) kisebb jelentőséget tulajdonítanak, mint a lutheri (evangélikus) egyház.

## Európai református egyházak

### Svájci Református Egyház
A protestantizmus református ágát a svájci Ulrich Zwingli indította el Zürichben és néhány éven belül el terjesztették Bázelban (Johannes Oecolampadius), Bernben (Berchtold Haller és Niklaus Manuel), Genfben (Kálvin János), St. Gall-ban (Joachim Vadian), számos dél-németországi városban és a franciaországi Elzászban (Martin Bucer).

### Franciaországi Református Egyház
Franciaországban a református protestánsokat hugenottáknak nevezték.

### Német Református Egyház
A Német Református Egyház (Reformierte Kirche) a katolicizmus és lutheranizmus mellett Németország meghatározó egyháza. A Német Református Egyház szokatlan módon nem Kálvinhoz és Zwinglihez vezeti vissza egyházuk megalapítását hanem Philipp Melanchthonhoz, aki Luther Márton legjobb barátja és szövetségese volt.

## Magyar vonatkozású református egyházak

### Magyarországi Református Egyház
A Magyarországi Református Egyház ma a nemzetközi református mozgalom legnagyobb szervezete. A hitvallási iratai a Heidelbergi káté és a II. Helvét Hitvallás.
Magyarországon négy egyházkerület található, a Tiszántúli, Tiszáninneni, Dunamelléki, és a Dunántúli Egyházkerületek. Az egyházkerületek élén püspökök állnak világi elnöktársukkal, a főgondnokokkal. Ez az ún. paritás elve, ami azt jelenti, hogy a legalsóbb szervezeti egységtől (egyházközség) a legmagasabbig (zsinat) a lelkészi elnöknek van egy világi elnökpárja.

### Kisebbségi magyar református egyházak
- Horvátországi Magyar Református Keresztyén Egyház (Kopács)
- Romániai Református Egyház. A romániai református magyarok egyházigazgatásilag két egyházkerületben élnek:
  - Erdélyi Református Egyházkerület (Kolozsvár)
  - Királyhágómelléki Református Egyházkerület (Nagyvárad)
- Magyar Református Keresztyén Egyház Szerbiában és Montenegróban (Bácsfeketehegy)
- Szlovákiai Református Keresztyén Egyház (Komárom)
- Szlovéniai Református Egyház (Szécsiszentlászló)
- Kárpátaljai Református Egyház (Beregszász)

### Tengeren túli magyar református egyházak
- Amerikai Magyar Református Egyház, Kálvin Egyházkerület (USA)
- Ausztráliai Magyar Református Egyház
- Dél-Amerikai Református Egyház
- Kanadai Magyar Református Egyházak Közössége